# Rue Desargues
La rue Desargues est une voie du 11e arrondissement de Paris, en France.

## Situation et accès
La rue Desargues est une voie publique située dans le 11e arrondissement de Paris. Elle débute au 20, rue de l'Orillon et se termine rue de la Fontaine-au-Roi.

## Origine du nom
Elle porte le nom de l'ingénieur et mathématicien français, Girard Desargues (1593-1662).

## Historique
Précédemment appelée « impasse de l'Orillon », cette rue prend la dénomination de « rue Desargues » par arrêté du 14 juin 1946.